# 傅珮慈
傅珮慈（英語：Peggy Fu，1999年8月1日—），臺灣童星，其弟弟傅顯濬也是童星，堂哥是傅顯皓。

## 作品

### 電視劇
| 年份   | 频道             | 劇名                     | 角色                     |
| ------ | ---------------- | ------------------------ | ------------------------ |
| 2004年 | 民視             | 慾望人生                 | ㄚㄚ                     |
| 2005年 | 華視             | 舊情綿綿                 | 婷婷                     |
| 2005年 | 台視             | 我最愛的人               | 小玲                     |
| 2005年 | 大愛             | 草山春暉                 | 羽白（童年）             |
| 2005年 | 民視             | 浪淘沙                   | 雅信（幼年）             |
| 2005年 | 大愛             | 把愛找回來               | 素蓮（童年）             |
| 2005年 | 民視             | 意難忘                   | 王玉婷（童年）           |
| 2005年 | 八大             | 燃燒天堂                 | 文琪（童年）             |
| 2005年 | 華視             | 聽不到的戀人             | 蘇葵（童年）             |
| 2006年 | 台視、三立都會台 | 愛情經紀約               | 朱可欣（童年）           |
| 2006年 | 衛視中文台       | 天使情人                 | 希艾（童年）             |
| 2006年 | 民視             | 再生緣                   | 李月華                   |
| 2006年 | 大愛             | 窗外有蘭天               | 依瑩（童年）             |
| 2007年 | 三立台灣台       | 我一定要成功             | 少芬（童年）             |
| 2007年 | Yahoo奇摩        | 富商真愛                 | 凱蒂                     |
| 2007年 | 華視、八大       | 換換愛                   | 小宣                     |
| 2007年 | 台視、三立都會台 | 放羊的星星               | 妮妮                     |
| 2007年 | 民視             | 黑貓大旅社               | 陳琇玉                   |
| 2007年 | 台視             | 神機妙算劉伯溫-長生劫    | 小雲                     |
| 2008年 | 民視             | 娘家                     | 冬冬                     |
| 2008年 | 中視             | 光陰的故事               | 孫一美（幼年）（許多美） |
| 2008年 | 大愛             | 愛，有你來作伴           | 王愉禎                   |
| 2008年 | 大愛             | 矽谷阿嬤                 | Christine                |
| 2009年 | 中視、八大       | 愛就宅一起               | 默默（童年）             |
| 2009年 | 大愛             | 蘭心飄芳                 | 邱蘭芳（童年）           |
| 2009年 | 華視、八大       | 呼叫大明星               | 陳德馨（童年）           |
| 2009年 | 民視、八大       | 泡沫之夏                 | 尹夏沫（幼年）           |
| 2009年 | 中視             | 閃亮的日子               | 佩芬（童年）             |
| 2009年 | 大愛             | 幸福的起點               |                          |
| 2009年 | 台視、三立都會台 | 下一站，幸福             | 梁慕橙（幼年）           |
| 2010年 | 民視             | 夜市人生                 | 葉如意（幼年）           |
| 2010年 | 大愛             | 愛在我心深處             | 小吳                     |
| 2010年 | 台視、三立都會台 | 第二回合我愛你           | 咪咪                     |
| 2010年 | 大愛             | 愛的練習題               | 惠婷（童年）             |
| 2012年 | 三立台灣台       | 阿爸的願望               | 慧君（童年）             |
| 2013年 | 民視             | 廉政英雄第十五單元：獵人 | 吳家柔                   |
| 2013年 | 大愛             | 碧海映藍天               | 簡澤瑋                   |
| 2013年 | 大愛             | 逆光真愛                 | 蔡雅真 (少年)            |
| 2014年 | 客家電視台       | 在河左岸                 | 黃永真 (少年)            |
| 2014年 | 中視             | 月亮上的幸福             | 鄭心怡（幼年）           |
| 2015年 | 大愛             | 秋涼的家庭事件簿         | 蔡妙惠（少年）           |
| 2015年 | 大愛             | 萬里桂花香               | 萬秀桃（少年）           |
| 2016年 | 大愛             | 人間渡系列畫渡人         | 陳婉昕（少年）           |
| 2025年 | 民視             | 好運來                   |                          |

### 电影
- 2005年 美丽曼特宁 童年豆豆

### MV
- 2004年 华纳音乐-烈爱伤痕合辑 小咪

### 电视节目
- 2009年 三立-王牌大贱谍
- 2007年 民視-超级童盟会 担任评审
- 2007年 台视-齐天大圣
- 2007年 GTV第一台-红白大会战 除夕特别节目
- 2006年 大爱-戏说人生 幕後纪实-窗外有兰天
- 2006年 大爱-大爱会客室 窗外有兰天
- 2006年 卫视中文台-麻辣天后宫 我的小孩是童星
- 2005年 GTV28台-大明星运动会 快手快脚
- 2005年 台视-齐天大圣 亲亲小宝贝
- 2005年 大爱-戏说人生 幕後纪实-把爱找回来
- 2005年 大爱-大爱会客室 把爱找回来

#### 代言
- 2009年 旺仔0泡果奶
- 2007年 花漾明星卡
- 2006年 家乐福-保养篇
- 2006年 中华电信-1288玉兔篇
- 2006年 现代汽车-ETC篇
- 2006年 月眉育乐世界-春季篇
- 2005年 IEKA-棉被篇(跟弟弟显捷一起合拍)
- 2005年 爱之味-高原窈窕柠檬
- 2005年 ING安泰人寿-我没空(儿童篇)
- 2005年 爱之味-油切绿茶
- 2004年 爱之味-红芭乐果汁饮料
- 2004年 南投花卉嘉年华
- 2004年 三菱汽车

平面媒体类
- 2005年 (报纸)国泰世华银行
- 2005年 (宣传单)房地产广告
- 2004年 (目录)丽婴房-秋季版广告模特儿
- 2004年 (报纸)苹果日报-流行尖端模特儿
- 2003年 (百货专柜)满意纸尿裤节目

## 外部連結
- 傅珮慈的新浪微博
- 傅珮慈的新浪博客
- 傅珮慈在香港影庫上的簡介